# Диселдорфска школа
Диселдорфска школа је назив за групу немачких уметника. Назив је добила по граду Диселдорфу где су ови уметници студирали. Своје радове излагали су у Диселдорфској галерији у Њујорку. На њеном челу био је у периоду од 1826. до 1859. године Вилхелм фон Шадов који је био управник академије. На радовима ових сликара заступљене су религијске и историјске теме, жанр сликарство и пејзажи. У почетку снажан утицај на ову групу извршили су Назарени и романтика да би се касније све више окретали натуралистичком начину приказивања. Између осталих чланови групе били су Карл Фридрих Лесинг, Јохан Питер Хазенклевер и браћа Ахенбах. Ка бидермајерском жанру сликарству школа се усмерила после сецесионистичког струјања појединих чланова 40-их година 19. века. 

## Преглед
Рад Диселдорфске школе карактеришу фино детаљни, али фантастични пејзажи, често са религиозним или алегоријским причама смештеним у пејзажима. Главни чланови Диселдорфске школе заговарали су „пленерско сликарство“ и имали су тенденцију да користе палету са релативно пригушеним и уједначеним бојама. Диселдорфска школа је настала и била је део немачког романтичарског покрета. Истакнути чланови Диселорфове школе били су фон Шадов, Карл Фридрих Лесинг, Јохан Вилхелм Ширмер, Андреас Ахенбах, Ханс Фредрик Гуде, Адолф Тидеманд, Освалд Ахенбах и Адолф Шредтер.
Диселдорфска школа је имала значајан утицај на Школу реке Хадсон у Сједињеним Државама, а многи истакнути Американци су се школовали на Диселдорфској академији и показују утицај Диселдорфске школе, укључујући Џорџа Калеба Бингама, Дејвида Едварда Кронина, Истмана Џонсона, Вортингтона Витреџа, Ричард Кејтон Вудвил, Вилијам Стенли Хаселтајн, Џејмс Мекдугал Харт, Хелен Сирл и Вилијам Морис Хант, као и немачки емигрант Емануел Лојце. Алберт Бирштат се пријавио, али није прихваћен. Његов амерички пријатељ Вортингтон Витриџ постао му је учитељ док се школовао у Диселдорфу.
Између 1819. и 1918. године, око 4000 уметника припадало је Диселдорфској сликарској школи.